# Hibiscus radiatus
Hibiscus radiatus es una especie de hibisco perteneciente a la familia de las malváceas. Es originaria del Sudeste de Asia. Tiene una gran similitud con Hibiscus cannabinus de la que se diferencia por sus hojas.

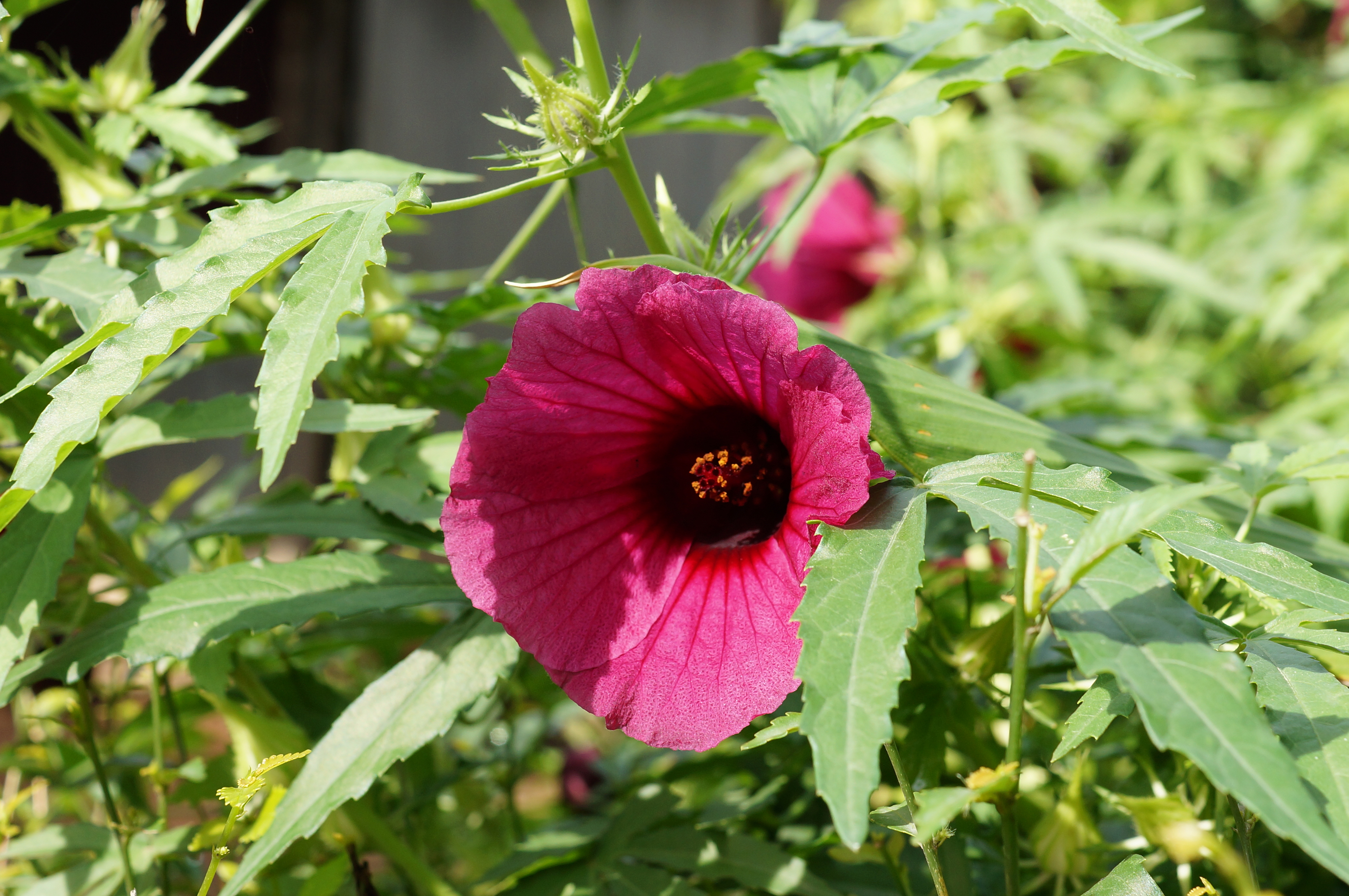
Vista de la planta

## Descripción
Las flores alcanzan los 15 cm de longitud, son de color amarillo con un centro de color púrpura. Las hojas son dentadas, con las superiores lobuladas en tres o cinco partes. A menudo se cultiva como verdura o planta medicinal.

## Distribución
Ella es originaria del Bangladés, India, y Myanmar.

Naturalizada y cultivada en Birmania, China, en América, México, El Salvador, Honduras, Panamá, Guyana, Venezuela, Ecuador...

## Taxonomía
Hibiscus radiatus fue descrita por Antonio José de Cavanilles y publicado en Monadelphiae Classis Dissertationes Decem 3: 150–151, pl. 54, f. 2. 1787.
Etimología
Hibiscus: nombre genérico que deriva de la palabra griega: βίσκος ( hibískos ), que era el nombre que dio Dioscórides (40-90 d. C.)  a Althaea officinalis.
radiatus: epíteto latíno que significa "radiante".
Sinonimia
- Canhamo braziliensis Perini
- Hibiscus cannabinus var. unidens (Lindl.) Hochr.
- Hibiscus lindleyi Wall.
- Hibiscus unidens Lindl.[2]